# Школа
Шко́ла (через пол. szkoła, из лат. schola, от греч. σχολή — «досуг») — учебное заведение для получения общего образования. В широком смысле слово может применяться к названию любого образовательного учреждения (музыкальная школа, художественная школа, спортивная школа — ДЮСШ, школа боевых искусств и т. д.).

## Происхождение термина
Первоначально греческое σχολή означало «досуг, свободное времяпровождение», затем стало применяться как «занятия на досуге» (напр. Платоном, он собирал людей в свободное время и передавал им свои опыт и знания), затем — «учебные занятия», «беседа философов» (напр. у Плутарха). В русский язык слово пришло не напрямую, а через пол. szkoła от лат. schola.

## Типы
Школы служат для получения:
- начального образования (начальная школа) (в России с 1 по 4 классы)
- основного общего образования (средняя школа) (в России с 5 по 9 классы)
- среднего общего образования (средняя школа) (в России с 10 по 11 классы)
- профессионального образования (ПТУ, техникумы, училища и т. д.)
- специального образования, в том числе высшего (технического, экономического, юридического, религиозного и др.)

## Процесс обучения

### Распределение школьного времени
Школьное время в общем и целом распределяется на три этапа: урок, перемена и «продлёнка». Урок и перемена чередуются между собой некоторое количество раз, а «продлёнка» завершает учебный день.
- Урок — занятие школьников по предметам.
- Перемена — отдых между уроками.
- «Продлёнка» (полн. группа продлённого дня, ГПД) — нахождение ученика в школе после окончания уроков (обеспечивается питание, возможность подготовки уроков), если нет возможности нахождения ребёнка дома. С 1999 организуются группы по присмотру за детьми.
- Элективы (элективные курсы), факультативы (как правило, проводятся после основных занятий).

### Программа обучения
Школьная программа (учебная программа, программа обучения) — набор учебных дисциплин для их преподавания в школе. (см. также Учебные предметы в России)

### Оценки
В школах не различают оценки (как качественную информацию обратной связи при обучении) и отметки (количественное выражение оценки). Поэтому оценкой называют всё: и отметки, и собственно оценки. Оценки в российских школах ставятся, как правило, по пятибалльной системе (от 1 до 5).
- Неудовлетворительными являются оценки 1 и 2 (официальное название — неудовлетворительно).
- Оценка 3 (официальные названия — удовлетворительно или посредственно) является минимальной удовлетворительной оценкой и, как правило, считается недостаточно высокой.
- Оценка 4 (официальное название — хорошо) часто считается «выше средней».
- Оценка 5 (официальное название — отлично) является лучшей возможной.

Уровень знаний в 3 балла и выше называется успеваемостью, в том числе в 4 балла и выше — качеством знаний (например, в официальных документах: «успеваемость по классу — 80 %, качество знаний — 70 %» — то есть 80 % учеников имеют оценку 3 балла и выше, из них 70 % — 4 балла и выше).
Иногда к оценке добавляется плюс или минус. Например, оценка 4+ (4 с плюсом) выше, чем 4, но ниже, чем 5− (5 с минусом), а 5− ниже, чем 5. Как правило, плюсы и минусы в дальнейшем не учитываются. За четверть, за год и в аттестат оценки с плюсом или минусом не ставятся. К неудовлетворительным оценкам (1 и 2) плюсы и минусы практически никогда не добавляются. Оценка 1 ставится крайне редко. Существуют полуофициальные «правила», запрещающие в официальных документах (например, в классных журналах) употреблять плюсы и минусы.
Кроме этого подразумевается определённая механика вывода «рубежной отметки» (за четверть, полугодие, семестр, триместр) из текущих отметок. Чаще всего этот механизм сильно похож на расчёт среднего арифметического с приоритетом последних значений.
Есть и дифференцированная система оценок (10-балльная, 12-балльная, 20-балльная и даже 100-балльная). 100-балльная система используется в школах Великобритании, 20-балльная является основной системой оценок в школах Франции, 12-балльная — в школах Украины, а 10-балльная — в школах Беларуси, Молдовы, Латвии, Литвы, Грузии и Армении. Также существуют буквенные и иные системы оценивания знаний.

### Нововведения

#### Проект внедрения электронных учебников
Весной 2013 года в 75 школах был проведён эксперимент длительностью в 60 дней, на основании которого учителя смогли сделать вывод о положительной динамике использования электронных учебников в образовательном процессе. Однако было отмечено, что проект нуждается в доработке.

До 2015 года было проведено ещё несколько стадий тестирования, по результатам которых согласно принятому закону с 1 января 2015 года все российские школы обязаны перейти на те учебники, для которых будет выпущена электронная версия.

Электронный учебник является частью проекта «Электронная образовательная среда», инициированного мэром Москвы Сергеем Собяниным.
Данный проект — это единое образовательное поле, в котором размещены различные идеи:
- планшет учащегося;
- планшет учителя;
- интерактивная доска;
- электронный дневник;
- информационная система «Посещение и питание».

В настоящее время проект является пилотным — по данным на май 2015 года в нём участвует 2500 учащихся и 60 преподавателей.

Электронный учебник как часть «Электронной Образовательной Среды» — это конструктор, используя который учитель собирает в единое целое текст учебника, интерактивное содержание и дополнительные материалы. Как и бумажный, он является индивидуальным инструментом каждого ученика. Посредством интернета, электронный учебник автоматически обновляется, а на сервер могут отправляться результаты тестов и контрольных работ.

#### Изучение передовых технологий в рамках предмета «Технология»
Минобрнауки РФ к 2017 г. планирует подготовить концепцию преподавания предмета «технология» в школах, которая будет ориентирована на работу с информационными технологиями, в том числе с 3D-принтерами. Как сообщает директор департамента государственной политики в сфере общего образования Минобрнауки РФ Анастасия Зырянова, на данный момент утверждена примерная образовательная программа основного общего образования — документ, который определяет содержание образования.

## Школы в СССР
В 1918 году декретом об отделении церкви от государства и школы от церкви введён принцип светского образования. Впервые в истории России в 1930 году был введён принцип всеобщего обязательного бесплатного образования. Для ликвидации неграмотности подавляющей части населения (не менее 2/3 неграмотных в 1897 году в среднем по стране) вплоть до 1930-х годов в системе народного образования СССР действовали школы ликбеза.
В СССР была создана система общеобразовательных школ, охватывающая все слои населения. Существовали средние общеобразовательные школы, школы для работающей молодёжи (вечерние школы, школы рабочей молодёжи).
В 1943 году в СССР в семилетних и средних школах Москвы, Ленинграда, столиц союзных республик, областных и краевых центров и ряда крупных промышленных центров было введено раздельное обучение мальчиков и девочек, которое проводилось до 1954 года.
В школах существовали Ленинские комнаты, первичные ячейки детских и молодёжных организаций: для младших классов октябрятские звёздочки, с 4-го по 7-й класс пионерские отряды и в старших классах — комсомольские организации. Существовала стандартная школьная форма, покрой которой с годами изменялся.
В СССР зародились детско-юношеские спортивные школы (ДЮСШ), в советских школах проводились предметные олимпиады вплоть до всесоюзного уровня, организовывались Всесоюзные спартакиады школьников.
В советские годы и на нынешнем постсоветском пространстве широко распространён стереотип советской школы как лучшей в мире.

## Современная школа в различных странах

### В России
В разное время школа в России состояла из 10—12 классов, которые делились на 4 ступени:
- дошкольные,
- младшие,
- средние,
- старшие.

После окончания школы и сдачи экзаменов ученики получают «Аттестат зрелости».
Школа содержится на средства государства (регионального или муниципального бюджетов), частных лиц и общественных объединений, а также религиозных конфессий.
Школы делятся на:
- по уровню образования:
  - начальные,
  - неполные средние (основные),
  - средние,
  - высшие;
- по полу учащихся:
  - мужские,
  - женские,
  - совместного обучения;
- по отношению к религии:
  - светские
  - религиозные (конфессиональные).

Образовательные учреждения, дающие общее среднее образование, включают в себя:
- общеобразовательные школы,
- лицеи,
- гимназии.

Обычно в общеобразовательное учреждение поступают в 6 или 7 лет; оканчивают в 17 или 18 лет. Стандартная школьная программа общего среднего образования рассчитана на 10—12 классов и соответственно лет обучения.
Учебный год начинается 1 сентября и оканчивается в конце мая. Продолжительность учебного года составляет 35 недель в 5-8 и 10 классах и 34 недели 1-4, 9 и 11 классах. Существует два основных способа деления учебного года:
- На 4 четверти. Между каждыми четвертями есть каникулы («летние», «осенние», «зимние» и «весенние»).
- На 3 триместра. Триместры разбиты на 5 блоков с недельными каникулами между ними и с летними каникулами между III и I триместрами.

Или школьная программа делится на триместры, но не имеет 7-дневных каникул, а имеет каникулы по Госстандарту. Существует вариант, когда чередуются 5-6-недельные учебные модули (периоды) с недельными каникулами. 2 таких периода (модуля) составляют триместр.
В 10-11 классах год, как правило, делится на 2 полугодия.
В конце каждой четверти или триместра выставляется итоговая оценка по всем изучаемым предметам, а в конце каждого года — годовая оценка. Иногда вместо или вместе с оценками за четверть ставятся и оценки за полугодие. Неуспевающий ученик, то есть имеющий неудовлетворительные годовые оценки, может быть оставлен на второй год или переведён на класс ниже.
В конце последнего класса, а также в конце 9 класса (или 8-го при 10-летнем обучении), ученики сдают экзамены по части предметов. По результатам этих экзаменов и годовых оценок выставляются оценки в аттестат зрелости. По тем предметам, по которым нет экзаменов, в аттестат ставится годовая оценка.
Обязательно обучение до 9 класса. Обучение в 10 и 11 классе не является обязательным для всех детей. После окончания 11-го класса ученик получает свидетельство о полном среднем образовании (в Российской Федерации — Аттестат о полном общем образовании). После успешного окончания 9-го класса выпускник получает аттестат об основном общем образовании. Выпускник 9-го класса может продолжить обучение в профессиональном учебном заведении (ПТУ, СПТУ), где, помимо прочего, возможно окончание обучения по программе полного среднего образования, или в среднем специальном учебном заведении (техникум, колледж, ряд училищ: медицинские, педагогические), где может получить среднее специальное образование и квалификацию, как правило, техника или младшего инженера, или даже сразу начать работать. Помимо этого некоторые учреждения НПО и СПО набирают учащихся в 8 и 9 класс на программы профессиональной подготовки. При поступлении в колледж, техникум или училище после 9 класса первый год (в ПТУ — полтора года) обучения реализуется программа 10-11 классов (исключением являются некоторые специальности НПО и СПО, связанные с сельским и лесным хозяйством). Кроме этого, стоит заметить, что на специальность СПО «Искусство танца» набор происходит на базе 7 класса, на специальность «Искусство балета» на базе 4 класса, а на «Инструментальное исполнительство» — в 1 класс (сроки обучения составляют от 4 лет 10 месяцев до 10 лет 10 месяцев, при этом реализуются программы общего и среднего профессионального образования). Для поступления в высшее учебное заведение обычно требуется полное среднее образование: аттестат о среднем (полном) общем образовании, либо диплом профессионально-технического училища, либо диплом техникума, а также результаты ЕГЭ.
В большинстве школ принята 5-дневная рабочая неделя (выходные — суббота, воскресенье) или 6-дневная (выходной — воскресенье), ежедневно по 4-8 уроков (согласно новым СанПиН, не более 5 в 1-4 классах, не более 6 в 5 и 6 и не более 7 в 7-11 классах). При такой системе приняты уроки длиной 45 минут (бывают короче, но, как правило, не менее 35 минут). Уроки разделяются переменами по 5-20 минут каждая. Кроме обучения в классах ученики выполняют домашние задания (для младших школьников задания на дом, по усмотрению учителя, может и не быть).
В системе общего образования могут также быть специализированные средние школы или отдельные классы (предпрофильные и профильные): с углублённым изучением ряда предметов — иностранного языка, физико-математические, химические, инженерные, биологические и т. п. От обычных отличаются дополнительной учебной нагрузкой по предметам специализации. В последнее время[когда?] развивается сеть школ полного дня, где дети не только получают общее образование, но с ними проводится большой объём внеурочной работы, действуют кружки, секции и другие объединения дополнительного образования детей.
Кроме общеобразовательных школ, в России есть и учреждения дополнительного образования детей — музыкальные, художественные, спортивные и т. д., которые не решают задач общего образования, а ориентированы на цели развития у детей творческого потенциала, выбора ими жизненного самоопределения, профессии.
Численность школ в РФ за 2005—2010 годы сокращена на 12377 единиц.

#### Реформа образования
8 мая 2010 года в России президентом был подписан Федеральный закон № 83, на основании которого с 1 января 2011 года большая часть школ перестала получать обязательное государственное финансирование. 29 декабря 2012 года был принят Федеральный закон «Об образовании в РФ», вступивший в силу 1 сентября 2013 года. Согласно этому закону школы могут самостоятельно утверждать штатное расписание, распределять фонд оплаты труда и оказывать платные образовательные услуги школьникам. Как следствие, в Москве выросла средняя зарплата учителя. В 2010 году она составляла 39,2 тыс. рублей в месяц, а в 2013 уже 64,1. К концу 2014 года она достигла 70,2 тысяч рублей. Средняя зарплата учителя в Москве с 2010 года выросла на 79 %.
С 1 октября 2014 года российские школы перешли на платную «продлёнку». Согласно ФЗ об образовании, бюджетные организации самостоятельно принимают решение о переходе на платный режим, а также устанавливают плату, взимаемую с родителей учеников за оказанные дополнительные услуги.
1 апреля 2024 года президент РФ Владимир Путин поручил правительству усовершенствовать школьную программу за счет сокращения домашних заданий, уменьшения объёма контрольных работ, укрепления межпредметных связей и улучшенного соответствия между материалами выпускных экзаменов и образовательными программами. Это должно обеспечить сбалансированную и результативную учебно-воспитательную нагрузку.

### В Германии
Система оценок знаний в количественной форме в Германии прямо противоположна российской. Высшим баллом считается единица, наихудшим баллом шесть. По объёму предлагаемых знаний школы Германии отличаются весьма сильно. На первом месте стоит гимназия, на последнем — основные школы. Переход ученика из школы одного типа в школу с более высокими требованиями к знаниям чрезвычайно затруднён.

### В Швейцарии
Все школы в Швейцарии делятся на 2 типа: государственные и частные. Все государственные учебные заведения бесплатные, в них учится большинство местных жителей. Все государственные школы работают по национальной системе образования — Matura, которая считается одной из самых сильных в мире. Её главной особенностью является обязательное изучение 3 языков — двух государственных на выбор и одного иностранного. Швейцария состоит из трёх частей — немецкой, французской и итальянской. Соответственно, в каждой части страны учебные заведения работают по различным вариантам национальной программы — франкоязычная Matura, немецкоязычная и италоязычная, каждая из которых максимально приближена к школьным стандартам соседних Германии, Франции и Италии. Соответственно, эти программы считаются эквивалентными друг другу.
Частных школ в Швейцарии более 250, в них в основном учатся иностранцы. Частные школы Швейцарии известны во всём мире: согласно данным Forbes они преобладают в списке самых престижных и дорогих учебных заведений мира. Эти школы создавались под влиянием идей знаменитых педагогов и психологов Иоганна Песталоцци, Жана Пиаже, отца Жирара, Марии Монтессори и Рудольфа Штайнера. Сильной стороной швейцарских школ считается направленность их программ на гармоничное развитие личности (духовное, интеллектуальное и физическое), на развитие самомотивации к учёбе.
Частные школы рассчитаны на иностранцев, поэтому работают они фактически по всем международно признанным национальным стандартам школьного образования.
Есть и ноу-хау: изобретённые именно в Швейцарии специальные школьные программы:
- Международная программа IB (International Baccalaureate), призванная за 3-4 года подготовить ученика к поступлению в лучшие университеты мира.
- Finishing School — школа для девушек, где помимо качественного образования научат и дипломатическому этикету, и хорошим манерам.

Аттестаты о полном среднем образовании всех швейцарских школ, вне зависимости от программы обучения, признаются во всей Европе, а также Америке, Австралии и других странах. Для зачисления в любой вуз необходимо наличие проходного балла и подтверждение знания языка преподавания.
Список школ Швейцарии

### В Туркменистане
В 1998—2000 годах указами Сапармурата Ниязова была проведена «реформа» всего образования в стране, в результате чего продолжительность среднего образования сократилась до 9 лет. Были ликвидированы институты повышения квалификации учителей, введён запрет на внедрение новых методов обучения. В школах прекратилось преподавание основ физической культуры и трудового обучения, вместо них было введено профессиональное обучение.
Первым указом новый президент Туркменистана Гурбангулы Бердымухамедов принял закон о продлении учёбы в школах с 9 до 10 лет, а в 2013 году было введено 12-летнее обучение. Также были введены новые дисциплины — основы экономики, экология, культурное наследие Туркменистана, мировая культура, этика, информационно-коммуникационные и инновационные технологии, моделирование и графика. Таким образом, в общеобразовательное учреждение поступают в 6 лет; оканчивают в 18 лет. Обучение является обязательным для всех детей.
В настоящее время образовательные учреждения, дающие общее среднее образование, включают в себя общеобразовательные школы, лицеи и гимназии.
Учебный год начинается 1 сентября и оканчивается в конце мая, делится на четыре четверти. Между каждыми четвертями есть каникулы («летние», «осенние», «зимние» и «весенние»). В конце каждой четверти выставляется итоговая оценка по всем изучаемым предметам, а в конце каждого года — годовая оценка. Иногда вместо или вместе с оценками за четверть ставятся и оценки за полугодие. При неудовлетворительных годовых оценках ученик может быть оставлен на второй год.
В большинстве школ принята 6-дневная рабочая неделя (выходной — воскресенье), ежедневно по 4-7 уроков. При такой системе приняты уроки длиной 45 минут. Кроме обучения в классах ученики выполняют домашние задания (для младших школьников задания на дом может по усмотрению учителя и не быть).
Общее среднее образование получают учащиеся 11-12 классов. Для поступления в высшее учебное заведение обычно требуется полное среднее образование: аттестат средней школы, либо документ об окончании среднего профтехучилища, либо диплом техникума.
В системе общего образования могут также быть специализированные средние школы или отдельные классы (предпрофильные и профильные): с углублённым изучением ряда предметов — иностранного языка, физико-математические, химические, инженерные, биологические и т. п. От обычных отличаются дополнительной учебной нагрузкой по предметам специализации.
Кроме общеобразовательных школ в Туркменистане есть и учреждения дополнительного образования детей — музыкальные, художественные, спортивные и так далее, которые не решают задач общего образования, а ориентированы на цели развития у детей творческого потенциала, выбора ими жизненного самоопределения, профессии.
В Туркменистане действует совместная туркмено-российская школа имени Пушкина. Её здание является отражением того архитектурного стиля, который сегодня существует в Туркменистане и в Ашхабаде. Школа создана с учётом современных технологий, в том числе и мультимедийных, и максимально ориентирована на эффективное получение учениками знаний по современным методикам. Выпускники школы получают аттестат российского образца. Многие из них имеют возможность поступить в российские вузы на льготных условиях.

## Галерея
- Сельская бесплатная школа. Россия. 
Александр Морозов, 1865
- Школа XXI века действует по принципу закачки знаний в мозг. Карикатура из серии: «Франция в XXI веке». Почтовая карточка, 1901
- Младший класс в школе деревни Бамозай (неподалёку от Гардеза, Афганистан). У школы нет здания, и занятия проводятся на открытом воздухе